# (14420) Massey
(14420) Massey est un astéroïde de la ceinture principale.

## Description
(14420) Massey est un astéroïde de la ceinture principale. Il fut découvert le 30 septembre 1991 à Siding Spring par Robert H. McNaught. Il présente une orbite caractérisée par un demi-grand axe de 3,01 UA, une excentricité de 0,12 et une inclinaison de 11,2° par rapport à l'écliptique.

## Compléments